# Onthophagus parenthesis
Onthophagus parenthesis är en skalbaggsart som beskrevs av Antoine Boucomont 1913. Onthophagus parenthesis ingår i släktet Onthophagus och familjen bladhorningar. Inga underarter finns listade i Catalogue of Life.